# De Nix-factor
De Nix-factor is een televisieprogramma op de Nederlandse televisiezender SBS6. In 2005 was het te zien op de voormalige tv-zender Talpa.
Dit televisieprogramma is de omgekeerde versie van de populaire programma's Idols en X Factor, omdat ze in dit programma niet de beste zangers zoeken, maar de allerslechtste. In 2023 keerde het programma terug bij SBS6 onder leiding van Donnie als presentator. 

## Format
In dit programma werden door drie juryleden zes personen gekozen die erg slecht zongen. De jury bestond uit Jeroen van der Boom, Manuëla Kemp en Daan van Rijsbergen.
Vervolgens werden de uitverkorenen aan drie producers gekoppeld die met hen, ondanks hun gebrekkige zangtalent een “hit” moesten creëren. Het producer- en artiestteam met de hoogste hitpositie werd dan de winnaar.
Uiteindelijk was het een dubbeltje op zijn kant. Baboushka van Anton Molotov bereikte de 13de plaats in de Single Top 100, Mijn Droom van Claartje kwam binnen op plek 12, terwijl Pimp Paulusma & Giomama één plaatsje hoger enterden met So What Dan Nix.

## Trivia
- Het programma bleek geen kijkcijferkanon, zoals Idols en X Factor, en er werd daarom maar één seizoen uitgezonden. In 2023 werd echter een tweede seizoen uitgezonden op SBS6. Ook dit werd geen succes, de eerste aflevering trok slechts 223.000 kijkers, veel minder dan in 2005. Vanwege deze zeer lage kijkcijfers werd het na één aflevering verplaatst van primetime naar laat in de avond. Het werd op primetime vervangen door herhalingen van Ik hou van Holland.[1]